# Belle da morire
Pour plus de détails, voir Fiche technique et Distribution.
Belle da morire est un giallo hispano-italien réalisé par Riccardo Sesani et sorti en 1992.

## Synopsis
Eddie, impresario théâtral, a plusieurs maîtresses, dont la belle Lucy. Néanmoins, il préfère ne pas renoncer à son mariage avec sa riche épouse Mary, qui est très amoureuse de lui. Lucy, face au nouveau refus d'Eddie de rendre leur relation publique et après s'être vu refuser le rôle principal dans Norma, se suicide en se jetant du balcon de son appartement.
Dès lors, la vie d'Eddie est bouleversée : d'abord, un mystérieux personnage vêtu de noir s'introduit chez lui avec un revolver, alors qu'Eddie est en compagnie de sa femme. Une bagarre s'ensuit entre Eddie et l'agresseur, qui s'enfuit dans la nuit. Par la suite, une de ses maîtresses est assassinée après avoir eu des rapports sexuels avec lui et il se retrouve donc lui aussi sous le coup d'une enquête pour meurtre. Une jolie juge, assistée de son adjoint, se charge de l'affaire.
Après un autre meurtre similaire, le meurtrier est identifié : il convoque Mary à l'amphithéâtre romain où Norma doit être jouée, mais les policiers parviennent à le capturer. Ce n'est qu'à ce moment-là que la silhouette du meurtrier apparaît, recouverte d'un chapeau à larges bords, et que son identité est révélée : il s'agit d'un personnage secondaire, une lesbienne secrètement amoureuse de Lucy, qui est convaincue qu'Eddie est le véritable responsable de son suicide.

## Fiche technique
- Titre original : Belle da morire[1]
- Réalisation : Riccardo Sesani
- Scénario : Riccardo Ghione, Jacinto Santos, Pino Buricchi
- Photographie : Carlo Poletti (it), Julio Burgos
- Montage : Vanio Amici, Amparo Roces
- Musique : Marco Rossetti
- Décors : Gabriella Calaiori, Justo Pastor
- Costumes : Max Mara
- Société de production : Marco Film (Rome), Jacinto Santos Producciónes Cinematográficas (Madrid)
- Pays d'origine :  Italie -  Espagne
- Langue originale : italien
- Format : couleur
- Genre : giallo
- Durée : 97 minutes
- Dates de sortie : 
  - Italie : 1992 (visa délivré le 4 mars 1992)

## Distribution
- Michael Reale (it) (sous le nom de « Brian Paterson ») : Eddie Santi
- Adriana Russo : Mary
- Carmen Di Pietro (it) :  la secrétaire d'Eddie
- Antonio Zequila (it) : l'agent de police
- Fabiola Toledo : le juge Giorgia Mander
- Gabriella Barbuti : Lucy
- Jennifer Baker
- Antonella Tomassi
- Maria Grazia Nazzari (it)
- Ronald Russo (it)
- Anna Maria Placido
- Giovanni Anzellotti
- Simona Giunti
- Francesco Petrazzi
- Maria Soledad Serra
- Duilio Raggetti
- Massimo Benazzo
- Massimo Guelfi